# Драгомир Антула
Драгомир Антула (Београд, 19. август 1873 — Београд, 23. фебруар 1947) је био судски бригадни генерал Југословенске војске.

## Војна каријера
Рођен је у Београду, где је завршио Правни факултет. Био је референт суда дивизијске области, судија дивизијског војног суда, и заменик сталног судије Великог војног суда, и био је хонорарни професор државног права на Вишој школи Војне академије. Током балканских ратова и током Првог светског рата, налазио се, између осталог, на дужности судије Великог војног суда и Првостепеног суда армијске области и начелника судског одељења Друге армије. 
Када је пензионисан, постао је жупан Подунавске области и окружни инспектор. Преминуо је у Београду.

## Књиге
Као писац, објавио је много књига:
- Опште државно право
- Опште друштвено право са основама нашег уставног и административног права